# Фра Джованни да Верона
Фра Джованни да Верона (итал. Fra Giovanni da Verona, 1457, Верона — 10 февраля 1525, Верона) — итальянский рисовальщик и гравёр, скульптор, резчик по дереву и мастер «перспективных интарсий» (intarsio e nella prospettiva) по дереву. Интарсия (от итал. intarsio — врезание, углубление) — разновидность инкрустации, техника декорирования какой-либо поверхности, при которой один материал углубляется, врезается в толщу другого.
Под именем фра Джованни да Верона известно несколько мастеров. Мастера деревянных интарсий фра Джованни часто путают с архитектором фра Джованни Джокондо, который также был родом из Вероны. Кроме того, будущий мастер по дереву в возрасте восемнадцати лет был назван «скульптором» (scultore), но, скорее он был простым резчиком по камню или дереву, поскольку в более поздних документах его называли «faber lignarius» (мастер-столяр, плотник) или «intaliator» (мастер интарсий).

## Жизнь и творчество
Сведений о жизни фра Джованни из Вероны имеется немного. Известно, что он был сыном Марко Такис (Такка) из Вероны.
Ещё в юности Джованни стал монахом бенедиктинского ордена конгрегации Оливетанцев (лат. Fratres eremitae de monte Oliveti — «Братьев отшельников с Масличной горы»). С 1476 года он жил и работал в аббатстве Монте Оливето Маджоре, недалеко от Сиены. В 1481—1487 годах его имя встречается в документах подрядов на работы в Умбрии: в Перудже и Сполето. Известно также о двух поездках Джованни в Рим (в 1483 и 1487 годах).
В среде оливетанских монахов, с которыми фра Джованни был связан всю жизнь, девиз «Ora et labora» (Молись и трудись) — латинская фраза святого Бенедикта Нурсийского, основателя ордена бенедиктинцев — имел важный смысл. Фра Джованни отличался особой любовью к тончайшей обработке материала. Он изучил технику деревянной мозаики — инкрустации и интарсии — и стал создавать перспективные картины-обманки (trompe l’oeil) с иллюзией глубокого пространства на деревянных панелях: дверцах шкафов, спинках кресел, ларцах и шкатулках. Он использовал редкие породы разноцветного дерева, специальные мастики и красители, гравировку, чернение (технику ниелло).
После непродолжительного пребывания в Умбрии, с 1493 года фра Джованни работал архитектором в монастыре Санта-Мария-ин-Органо в Вероне. В хоре и сакристии церкви монастыря он создал великолепные инкрустированные спинки кресел с изображениями видов идеальных городов и храмов, образами святых. На дверцах шкафов сакристии мозаичные картины изображали предметы, которые могли находиться внутри (1494—1499). В 1500 году перед поездкой в Рим фра Джованни создал кафедру в центре хора.
В Вероне фра Джованни организовал мастерскую, в которой работали его ученики и помощники, включая племянника Грегорио, а также Франческо Бегано и другие талантливые монахи-оливетанцы: фра Раффаэле Марони из Брешии, фра Маттео ди Тренто, Фра Винченцо далле Вакке из Вероны.
Слава его работ, по свидетельству Дж. Вазари, была такова, что его искусство было востребовано во многих частях Италии и даже Папой Юлием II.
Между 1503 и 1506 годами фра Джованни построил кабины исповедания и кресла хора церкви аббатства Монте Оливето Маджоре, часть которых позднее разместили в соборе Сиены. Между 1511 и 1512 годами он вернулся в Рим, в Ватикан, где выполнил инкрустированную мебель для Станца делла Сеньятура. Затем он работал в Лоди, создавал резные кресла хора Собора.
В 1519 году неутомимый фра Джованни снова трудился в Вероне, где до 1523 года был занят выполнением своего шедевра: дверцами шкафов ризницы собора. Ряды шкафов разделяют парные резные колонки, поддерживающие арки, они обрамляют инкрустированные панели, которые представляют собой необычайное собрание изображений разных предметов: пейзажи, птицы, церковные атрибуты, шкафы с книгами…
Фра Джованни часто путешествовал по Италии с многими известными художниками того времени: Андреа Мантеньей, Пинтуриккьо, Содомой. Работы фра Джованни, в особенности перспективные обманки, стали выражением той страсти к перспективе, которая прочно вошла во вкус художников и заказчиков произведений эпохи Возрождения. Некоторые инкрустации имеют очевидное сходство с идеальными городами, изображенными на картинах Пьеро делла Франческа и Лучано де Лаурана. Это делает фра Джованни типичным представителем искусства эпохи Возрождения.
Любовь к математике, лежащая в основе перспективных ведут и объясняющая, почему живописец Пьеро делла Франческа был также автором теоретических трактатов о перспективе, помогает прояснить и необычность некоторых инкрустаций фра Джованни: «архимедовы многогранники», небесные сферы, перемежающиеся с книгами и чертёжными инструментами.
Мастер Джованни умер в Вероне 10 февраля 1525 года. Похоронен в церкви Санта-Мария-ин-Органо. Известны два его портрета: первый, в полный рост, работы Джованни Антонио Бацци, более известного как Содома, включён в композицию фрески в монастыре Монте Оливето Маджоре (1505—1508); второй, поясной, написан Джованни Карото в ризнице церкви Санта-Мария-ин-Органо (1530).
Под именем Джованни да Верона известны и другие мастера. Например, Джованни да Верона Младший. Его отождествляют с Джованни Франческо Карото (1480—1555), живописцем веронской школы. Возможно, это сын фра Джованни Старшего. У Дж. Ф. Карото был брат Джованни Карото — живописец и архитектор.